# Miconia cubatanensis
Miconia cubatanensis är en tvåhjärtbladig växtart som beskrevs av Frederico Carlos Hoehne. Miconia cubatanensis ingår i släktet Miconia och familjen Melastomataceae. Inga underarter finns listade i Catalogue of Life.

## Bildgalleri

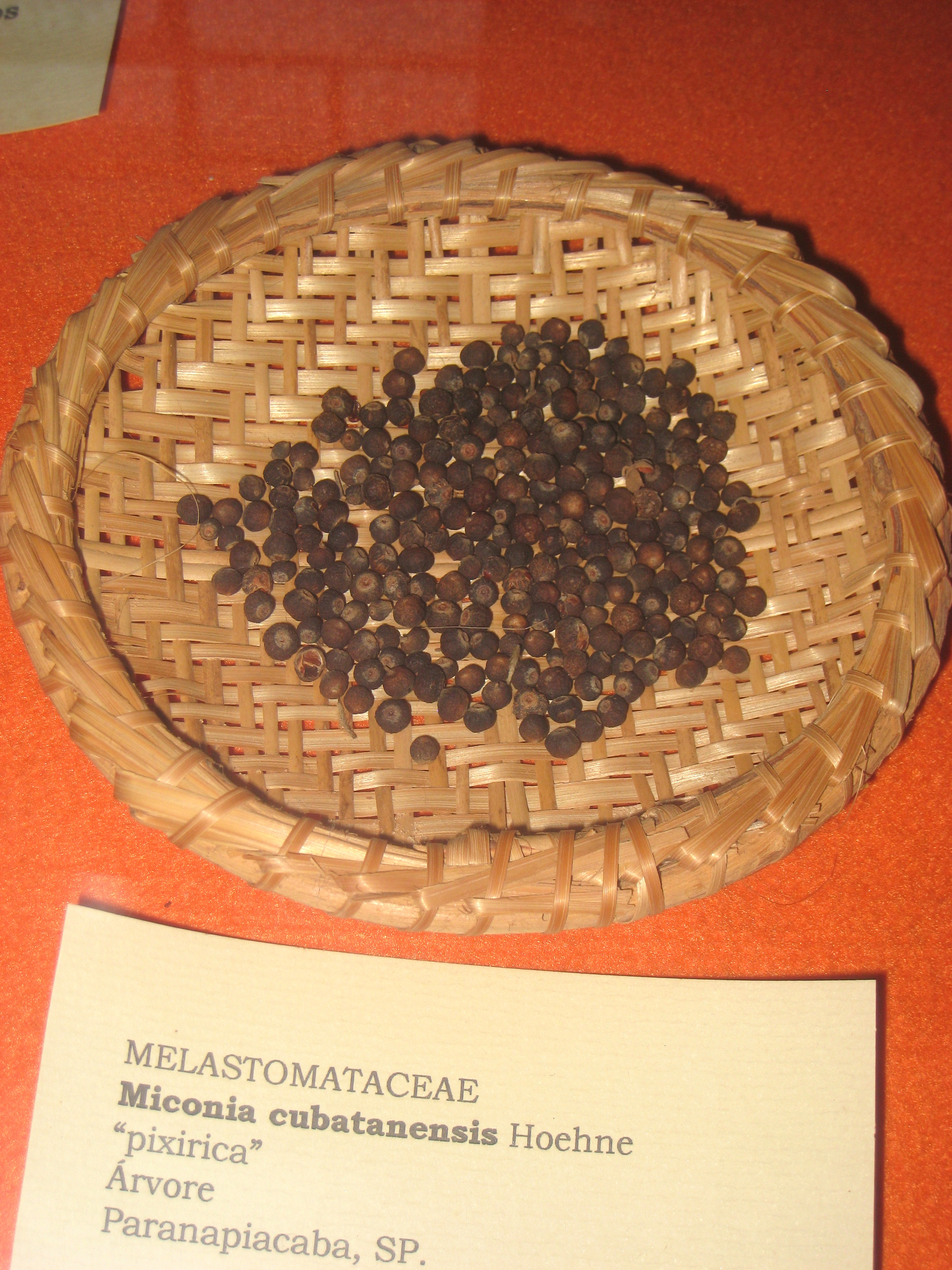